# Col de la Quieu
Le col de la Quieu est un col de montagne pédestre des Pyrénées à 2 487 mètres d'altitude dans le département français des Hautes-Pyrénées, en Occitanie.
Il relie la vallée d'Ossoue à la vallée d'Aspé en Lavedan.

## Géographie
Le col de la Quieu est situé entre le pic de la Badète (2 763 m) au nord-ouest et les Meyts (2 509 m) à l’est.

## Protection environnementale
Le col fait partie d'une zone naturelle protégée, classée ZNIEFF de type 1, « vallons d'Ossoue et d'Aspé », et de type 2, « haute vallée du gave de Pau : vallées de Gèdre et Gavarnie ».  

## Voies d'accès
Le col est accessible par le versant nord, depuis le parking aux granges de Bué ; suivre l'itinéraire en longeant le gave d’Aspé jusqu’à la cabane d’Aspé. Par le versant sud il est accessible depuis Gavarnie par une piste qui passe par la cabane de Milhas en direction du barrage d'Ossoue.